# Lliga de Port of Spain de futbol
La lliga de Port of Spain de futbol fou una competició de futbol de Trinitat i Tobago. Fins a la creació de la Lliga Nacional fou la competició més important del país.

## Historial
Font:
- 1908 Clydesdale
- 1909 Casuals
- 1910 Shamrock
- 1911 Shamrock
- 1912 Casuals
- 1913 Casuals
- 1914 Casuals
- 1915 Clydesdale
- 1916-18 Competició no disputada per la Primera Guerra Mundial
- 1919 Queen's Park (campió de la Bonanza Cup)
- 1920 Royal Sussex
- 1921 Casuals
- 1922 Shamrock
- 1923 Shamrock
- 1924 Shamrock
- 1925 Shamrock
- 1926 Sporting Club
- 1927 Maple Club
- 1928 Maple Club
- 1929 Casuals
- 1930 Everton
- 1931 Everton
- 1932 Everton
- 1933 Queen's Royal College
- 1934 Casuals
- 1935 Casuals
- 1936 Sporting Club
- 1937 Sporting Club
- 1938 Casuals
- 1939 Notre Dame
- 1940 Casuals
- 1941 Casuals
- 1942 Colts
- 1943 Fleet Air Arm
- 1944 Shamrock
- 1945 Colts
- 1946 Notre Dame
- 1947 Colts
- 1948 Malvern United
- 1949 Malvern United
- 1950 Maple Club
- 1951 Maple Club
- 1952 Maple Club
- 1953 Maple Club
- 1954 Sporting Club
- 1955 Sporting Club
- 1956 Notre Dame
- 1957 Colts
- 1958 Shamrock
- 1959 Shamrock
- 1960 Maple Club
- 1961 Maple Club
- 1962 Maple Club
- 1963 Maple Club
- 1964 Paragon
- 1965 Regiment
- 1966 Regiment
- 1967 Maple Club
- 1968 Maple Club
- 1969 Maple Club
- 1970 Regiment
- 1971 Competició no finalitzada
- 1972 Defence Force
- 1973 Defence Force